# Путь света (школа)
Школа «Путь света» (англ. Pathlight School) — специализированная школа для детей с высокофункциональным аутизмом, расположена в Ан-Мо-Кио, Сингапур. Школа основана в 2004 году, финансируется некоммерческой сингапурской организацией «Ресурсный центр аутизма» и обеспечивает половину образовательных потребностей для аутичных детей. Школа обучает учеников социальным и жизненным навыкам, учит основным практическим предметам и подготавливает их к работе в приспособленной для детей c аутизмом. По состоянию на май 2018 года здесь обучается 1262 ребёнка, школа отмечена за достижения в специальном образовании в Сингапуре.